# Tetlalpan
Tetlalpan är en ort i Mexiko.   Den ligger i kommunen Chapulhuacán och delstaten Hidalgo, i den sydöstra delen av landet, 200 km norr om huvudstaden Mexico City. Tetlalpan ligger 460 meter över havet och antalet invånare är 490.
Terrängen runt Tetlalpan är bergig åt sydväst, men åt nordost är den kuperad. Runt Tetlalpan är det ganska tätbefolkat, med 60 invånare per kvadratkilometer. Närmaste större samhälle är Tamazunchale, 11,4 km nordost om Tetlalpan. I omgivningarna runt Tetlalpan växer i huvudsak städsegrön lövskog.